# Actinidia arguta
Actinidia arguta, el "hardy kiwi" o "kiwiño" es una planta perenne originaria de Japón, Corea, el norte de China y el Lejano Oriente ruso. Produce una pequeña fruta parecida al kiwi.

## Descripción
La fruta es comestible y se conoce como kiwiño, kiwi resistente, kiwi chiquito, kiwi ártico, kiwi bebé, kiwi de postre, kiwi uva, kiwi del norte o kiwi cóctel; siendo del tamaño de una uva pero similar al kiwi en sabor y apariencia, presentando un color verde, marrón o púrpura con piel suave, a veces con un rubor rojo. A menudo es más dulce que el fruto del kiwi, y se puede comer entero y no es necesario pelarlo. Es de cáscara delgada, su exterior es liso y correoso.

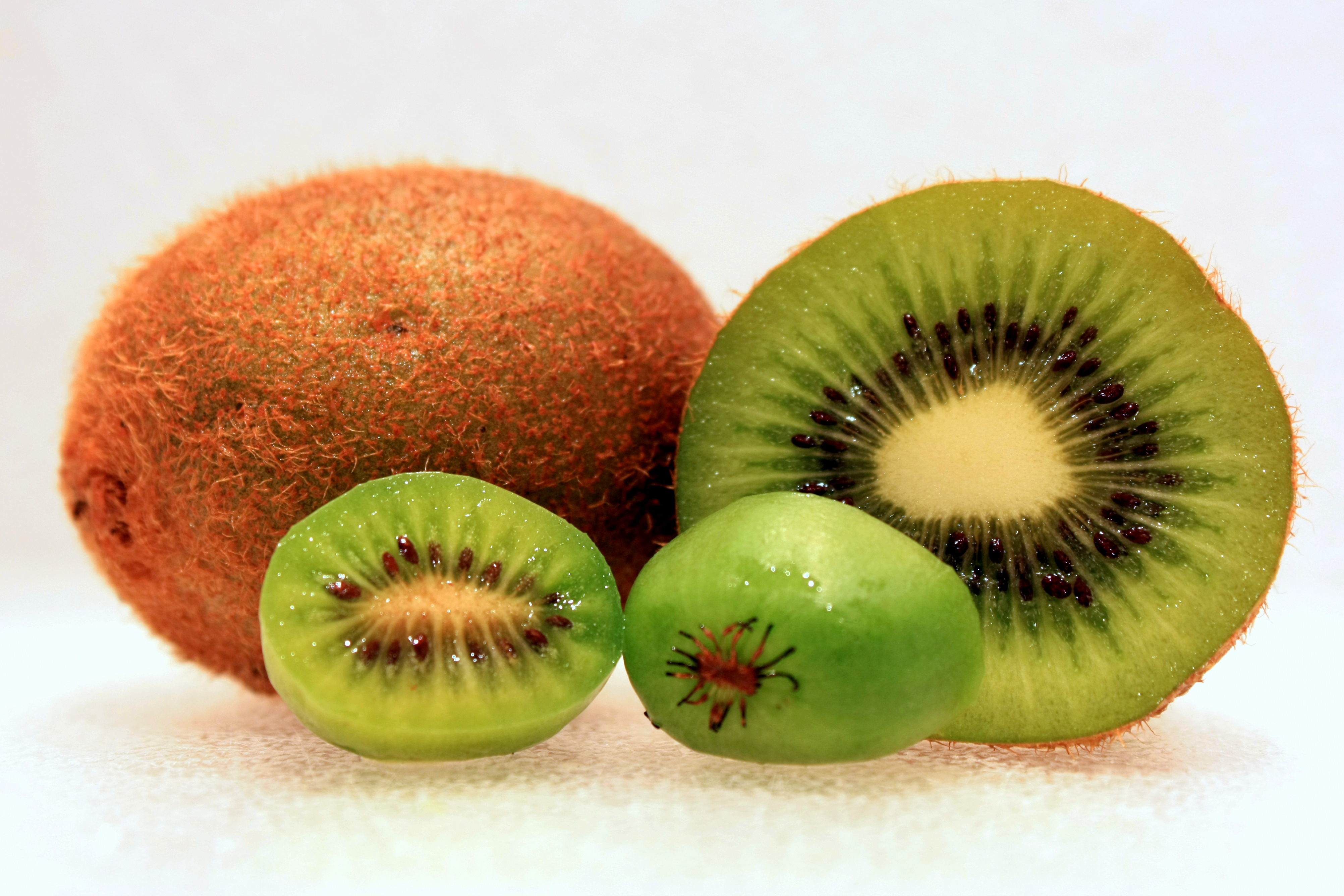
El kiwi más grande en la parte posterior comparado con el tamaño más pequeño del kiwi resistente en el frente
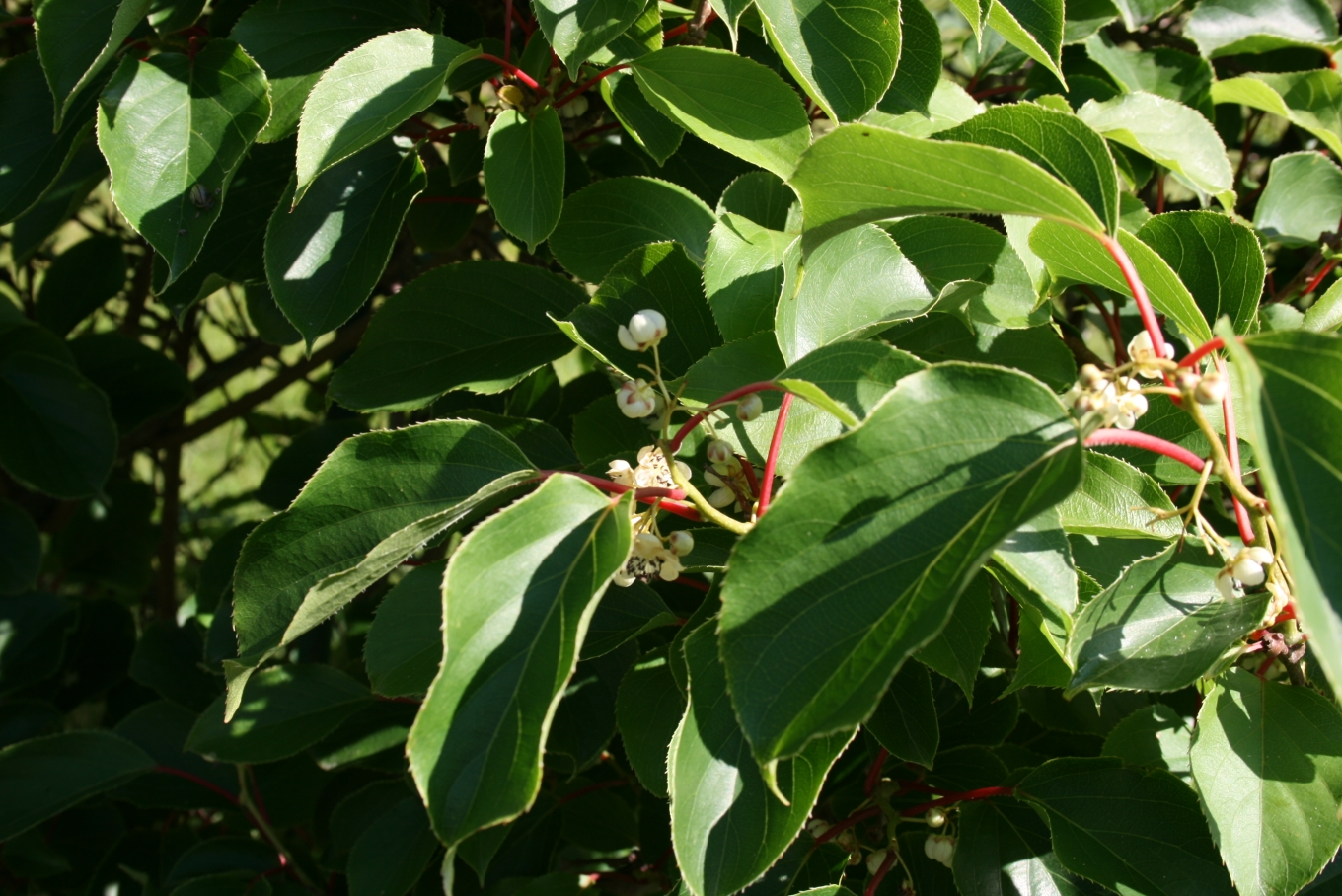
Hojas
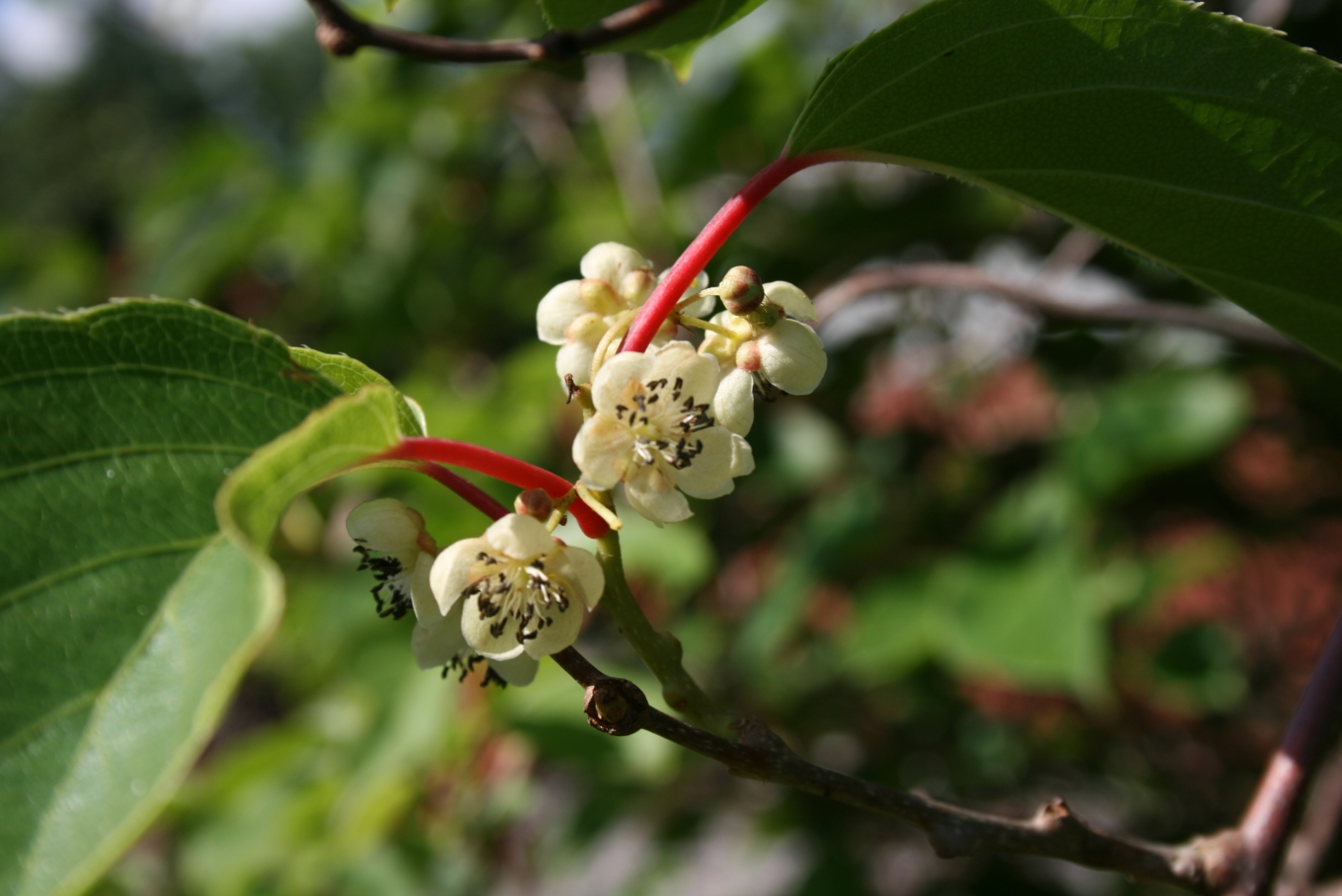
Flores
Fruta

## Historia botánica y taxonomía
Actinidia arguta fue descrita por primera vez por Philipp Franz von Siebold y Joseph Gerhard Zuccarini en 1843 como Trochostigma argutum. Luego fue trasladado al género Actinidia en 1867 por Friedrich Anton Wilhelm Miquel luego de la sugerencia publicada de manera no válida por Jules Émile Planchon para mover la especie.
Variedades
La especie consta de tres variedades:
- Actinidia arguta var. arguta (autonimo)
- Actinidia arguta var. giraldii (Diels) Vorosch.
- Actinidia arguta var. hypoleuca (Nakai) Kitam.

Actinidia arguta var. giraldii fue originalmente descrita por Ludwig Diels en el rango de especie (Actinidia giraldii) en 1905, pero luego fue reducido a una variedad de A. arguta en 1972 por Vladimir Nikolaevich Voroschilov. A. arguta var. hypoleuca fue descrita originalmente en el rango de especie (Actinidia hypoleuca) por Takenoshin Nakai en 1904, pero se redujo a una variedad de A. arguta en 1980 por Siro Kitamura.
Actinidia arguta se había colocado en la sección Leiocarpae y en la serie Lamellatae, pero esta clasificación infragenérica actual no está respaldada. Un estudio de 2002 de la secuencia espaciadora transcrita interna del ADN nuclear y la secuencia del gen matK plastid para el análisis cladístico reveló que la circunscripción actual de las secciones era polifilética, con A. arguta formando un clado con A. melanandra cerca de la base del árbol filogenético.
Cultivares
Los cultivares más populares incluyen 'Ananasnaya', 'Ginebra', 'MSU', 'Weiki', 'Jumbo Verde' y 'Rogow'. Un híbrido autofértil comúnmente vendido es el cultivar japonés 'Issai' (A. arguta × rufa).

## Cultivo

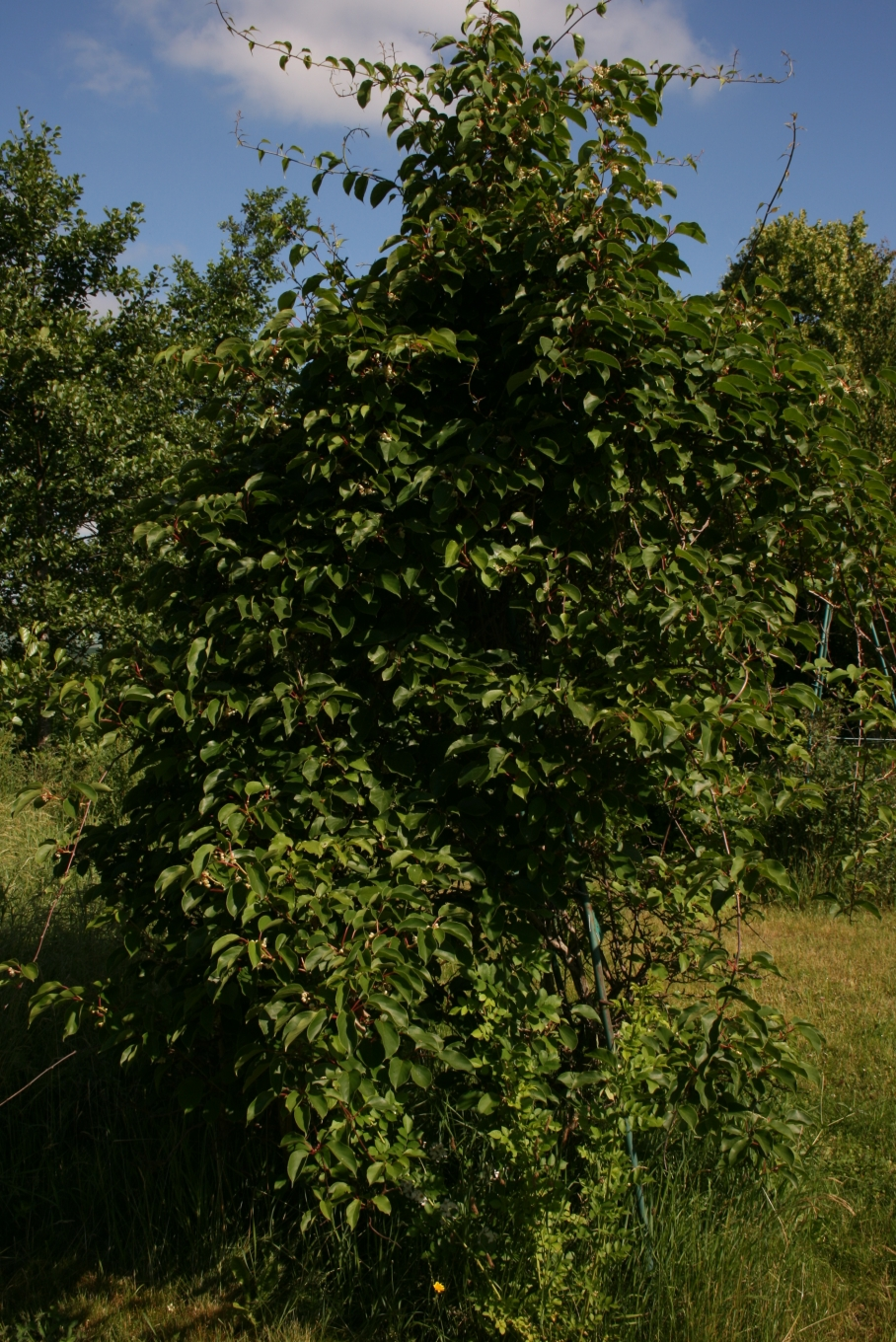
Vid cultivada formada en espaldera.

La vid trepadora de esta especie es de rápido crecimiento y muy resistente (de ahí el nombre de "kiwi" resistente); y es capaz de sobrevivir a bajas temperaturas a -34 °C (-30 °F), aunque los brotes jóvenes pueden ser vulnerables a las heladas en la primavera. Las vides necesitan una estación de crecimiento libre de heladas de aproximadamente 150 días, pero no se dañan con las heladas tardías, siempre que los cambios de temperatura sean lo suficientemente graduales como para permitir que las plantas se aclimaten. De hecho, un período de frío invernal es necesario para el cultivo exitoso. Sin embargo, los congelamientos rápidos matan a los brotes y las vides partidas. Las vides también se pueden cultivar en zonas de bajo frío.
Si bien el kiwi resistente puede cultivarse directamente a partir de semillas (el tiempo de germinación es de aproximadamente un mes), también es posible la propagación a partir de esquejes. Los esquejes de kiwi Hardy pueden ser injertados directamente en rizoma de kiwi establecido, o arraigados ellos mismos.
En el cultivo doméstico, se puede usar un enrejado para estimular el crecimiento horizontal para facilitar el mantenimiento y la recolección; sin embargo, las vides crecen extremadamente rápido y requieren un enrejado fuerte para soporte. Cada vid puede crecer hasta 20 pies en una sola temporada, dadas las condiciones ideales de crecimiento. Para la siembra comercial, la colocación es importante: las plantas pueden tolerar sombra parcial, pero los rendimientos se optimizan con luz solar total. Las vides de kiwi de Hardy consumen grandes volúmenes de agua; por lo tanto, generalmente se cultivan en suelos ácidos y bien drenados para prevenir la pudrición de la raíz..

### Polinización y Cosecha
Para que las vides den fruto, las plantas masculinas y femeninas deben estar presentes para permitir la polinización. Un polinizador masculino puede permitir que seis productoras fructifiquen. La floración suele ocurrir a fines de la primavera (mayo en el hemisferio norte) a partir del tercer año de crecimiento. Sin embargo, si las flores se queman con escarcha, no habrá producción de frutos durante el resto del año.
Una cosecha de otoño es estándar entre todas las variedades; dentro de esto, los tiempos de cosecha reales dependen en gran medida del clima local y del cultivar específico cultivado. Cada vid individual puede producir hasta 100 libras de fruta por año, pero el rendimiento anual promedio es de aproximadamente 50 lb por vid. Tanto el tamaño de la fruta como el rendimiento total son altamente dependientes del cultivo. Las frutas que se dejan madurar en la vid tienen un contenido de azúcar de 18 a 25% al momento de la cosecha.

#### Plagas
Las vides de kiwi de Hardy son vulnerables a varias enfermedades botánicas, como la podredumbre de la corona y la raíz de Phytophthora (el problema más grave), la podredumbre de Botrytis y la plaga de esclerotinia. Las vides también son vulnerables a las infestaciones de plagas, incluidos los nematodos del nudo de la raíz, los ácaros, los rodillos de las hojas, los trips y los escarabajos japoneses. Los gatos también pueden plantear un problema, ya que se sienten atraídos por un olor a catnip producido por las resistentes vides de kiwi. Se sabe que los gatos destruyen las vides y desentierran las raíces en busca de la fuente del olor.

#### Producción comercial
Los intentos por comercializar la fruta han sido históricamente infructuosos debido a su corta vida útil y esporádicas tendencias a la maduración. Sin embargo, se están haciendo intentos para llevar la fruta a un oso mayor, y las iniciativas de producción comercial están en marcha a pequeña escala en América del Sur, Nueva Zelanda, Europa, Canadá y los Estados Unidos (en Oregón, Washington y el centro de Pensilvania).

## Uso culinario
Hardy kiwi puede ser utilizado en mermelada.

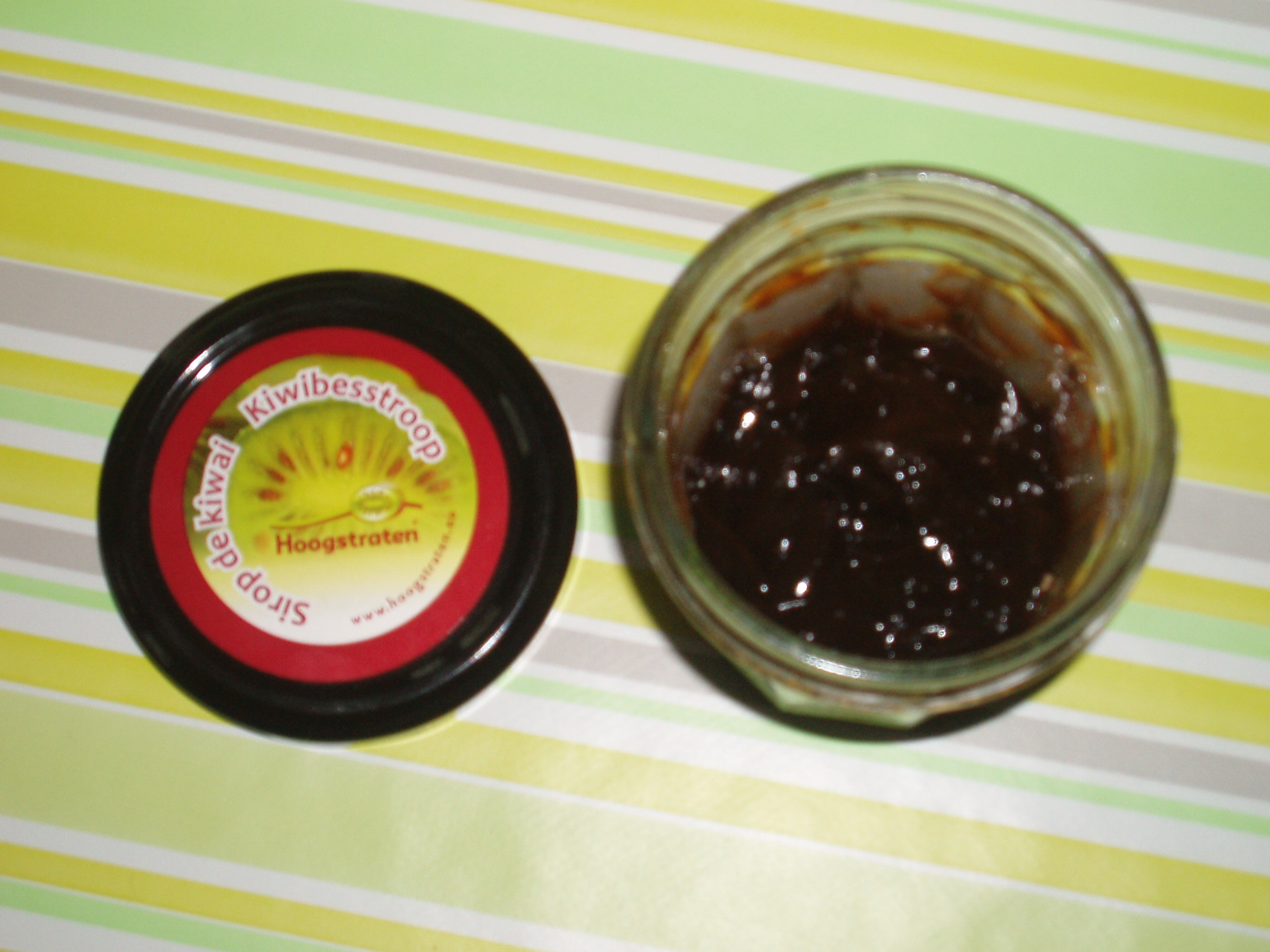
Mermelada de Hardy kiwi

### Corea
En Corea, el kiwi resistente se conoce como darae (다래). Las hojas jóvenes, llamadas darae-sol, a menudo se consumen como vegetales namul.

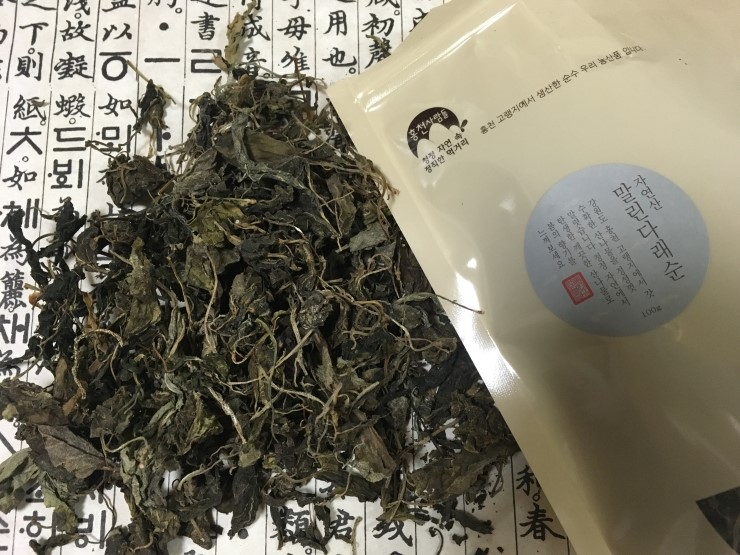
Hojas jóvenes secas, vendidas como vegetales namul.

## Controversia sobre la invasividad en el noreste de los Estados Unidos
Actinidia arguta ha sido cultivada por aficionados, y más recientemente comercialmente, en el noreste de los Estados Unidos desde al menos la década de 1900 sin un impacto significativo en los bosques de la región, hasta hace poco. Debido al crecimiento excesivo y la "dominación completa de los árboles maduros" en los sitios del oeste de Massachusetts y Coffin Woods, Long Island, Nueva York, ahora los grupos que incluyen Mass Audubon y Vermont Invasives informan que son invasores. Es controvertido que dichos sitios localizados indiquen un riesgo invasivo para la región en su conjunto, dada la larga historia de esta especie ampliamente distribuida y cultivada en el noreste de los Estados Unidos. Sin embargo, dado que las invasiones exitosas de especies no nativas pueden ocurrir gradualmente con el tiempo, estos sitios informados requieren una mayor investigación y sugieren la necesidad de un monitoreo más amplio.
Actualmente, la Sección 3B del Este del Servicio Forestal del USDA enumera a A. arguta en Plantas de Categoría 4 para la preocupación y el monitoreo locales. Estas plantas son especies no nativas que se producen localmente en la región. Por su evaluación, actualmente no se sabe si puede ser especialmente invasivo, pero la especie fue recomendada para monitoreo futuro. El Grupo Asesor de Plantas Invasoras de Massachusetts enumera a A. arguta como una especie que no cumplía con los criterios en ese momento, citando la falta de evidencia o deficiencia de datos sobre su capacidad reproductiva y posible escape del cultivo.

## Registro fósil
Se han encontrado macrófilos de A. arguta de la época del Plioceno temprano en el oeste de Georgia en la región del Cáucaso.